# Georgy Stepanovich Khrustalev-Nosar
Khrustalyov-Nosar ou Georgy Nosar (1877-1918), também conhecido como Pyotr Khrustalyov (em em russo:  Хрусталев Петр Алексеевич ou Носарь Георгий Степанович) foi o presidente do primeiro soviete da Revoluçao Russa de 1905.